# 蘭斯 (密歇根州)
蘭斯（英語：L'Anse）是一個位於美國密歇根州巴拉加縣的村。根據2010年美國人口普查，該地共人口2011人，而該地的面積約為6.60平方千米。同時該地也是巴拉加縣的縣治。

## 地理
蘭斯的座標為43°45′24″N 88°27′12″W / 43.75667°N 88.45333°W，而該地的平均海拔高度為189米（即620英尺）。